# 0-D Beat Drop
0-D Beat Drop är ett 2009 rytm-pusselspel som utvecklats av Cyclone Zero och JAMSWORKS och publiceras av Aksys Games och Arc System Works. Med element i Puyo Puyo och Lumines har spelet spelare som organiserar färgade former på ett spelplan för att matcha tre bitar och rensa dem med spelets titulära Beat Drop, vilket kräver att spelaren lyssnar på techno soundtrack. Det sponsrade också en japansk K-pop band Sweat Vacation och svårigheten för detta spel tillkom baserat på det.